# Themistoklis Tzimopoulos
Themistoklis Tzimopoulos (gr. Θεμιστοκλής Τζημόπουλος, ur. 20 listopada 1985 w Kozani) – nowozelandzki piłkarz pochodzenia greckiego grający na pozycji środkowego obrońcy.

## Kariera klubowa
Urodzony w Kozani Tzimopoulos rozpoczął karierę piłkarską w APO Akratitos, w styczniu 2003 roku. 1 stycznia 2008 roku dołączył do Werii, po czym od razu udał się na półroczne wypożyczenie do AO Kerkira. W sezonie 2009/2010 dołączył do Ethnikos Asteras. 1 lipca 2010 Tzimopoulos podpisał dwuletni kontrakt z PAS Janina, przebywał w tym klubie do lipca 2019 roku. 24 czerwca 2019 Nowozelandczyk podpisał dwuletni kontrakt z występującą w Ekstraklasie Koroną Kielce. Datę dołączenia do Złocisto-krwistych wyznaczono na 1 lipca 2019.

## Kariera reprezentacyjna
Tzimpopoulos zadebiutował w reprezentacji Nowej Zelandii 31 marca 2015 w meczu przeciwko Korei Południowej. Jego występ w drużynie All Whites był możliwy, ponieważ jego matka urodziła się w Wellington. 28 maja 2016 podczas meczu fazy grupowej Pucharu Narodów Oceanii przeciwko Fidżi zdobył pierwszą bramkę w reprezentacji, a jego zespół tryumfował w turnieju.

## Sukcesy
- 1 miejsce w Pucharze Narodów Oceanii 2016[9][11].